# Mamprusi
El regne Mamprusi és un dels diversos estats fundats antigament per descendents de Naa Gbewa (vegeu Dagomba) al nord del que avui dia és Ghana.

## Origen
Les llegendes mamprusis identifiquen el país com aquell que va donar acollida a Na Gbewa. Els historiadors però suggereixen que el fundador del regne hauria arribat al territori al segle xiv coincidint amb el col·lapse dels emirats fulani del nord de Nigèria i la dispersió dels prínceps i els seus seguidors per la regió. Les tradicions mamprusis són poc clares amb el lloc d'origen de Naa Gbewa però en canvi aclareix que fou enterrat a Pusiga, que se suposa fou on Naa Gbewa es va aturar per primer cop i va fundar la seva capital original; quan era vell van esclatar disputes per la successió i el seu fill preferit fou mort per un príncep rival; al saber la mort del seu preferit, Naa Gbewa va desaparèixer però va tornar al lloc del seu palau que era un lloc de la selva on encara es fan sacrificis al seu esperit. En el conflicte que va seguir la seva mort el regne es va dividir i dos germans van esdevenir reis de Mamprusi i Dagomba respectivament. Els reis mossi foren descendents d'una filla del rei de Mamprusi que havia sortit de la capital del seu pare en temps en què aquesta va passar de Pusiga a Gambaga. Tradicionalment s'assigna una posició de prevalència als reis mamprusis sobre els de Dagomba i els mossis. Els relats tradicionals estan detallats a l'article Dagomba.

## Administració
Els moderns districtes Oriental i Occidental de Mamprusi s'estenen sobre cinc províncies que foren de l'antic regme. Cadascuna fou un domini d'una línia fundada per un rei de Mamprusi si bé cal notar que això no implicava una disposició territorial sinó més aviat de poder polític sobre la població; la província central incloïa la vila del rei a Nalerigu; altres establiments eren regits per membres de la família reial. Cap a l'oest, de nord a sud, hi havia les províncies de Kpasinkpe, Wungu, i Janga. I a l'est la província de Yugo que separava Nalerigu del que avui dia és la frontera amb Togo. El cap tradicional de cada província era el cap polític d'una línia de la casa reial en aquesta província. El rei portava el títol de Nayiri o Nayiiri, (na = "rei" o "cap"; yiiri = "casa"), el qual és únic i diferent dels títols d'altres reis veïns com els mossis o els dagombes i no estava lligat a cap territori en particular, implicant més aviat una posició al centre de l'entitat, sent el centre del naam, l'aspecte místic del poder del cap.

## Història colonial
La història pre-colonial es basa en la tradició oral amb pocs records escrits que en general surten de llegendes. Fins a l'arribada dels europeus no comencen les dades certes. El primer tractat del rei Mamprusi fou fet pel rei amb George Ekom Fergusen però fou contestat aviat pels francesos. Militars britànics manats pel capità Stewart es van establir a Gambaga el 1897 i hi van restar fins al 1902 quan van començar a ser retirats i substituts per la polícia. Stewart va negociar amb els francesos del regne mossi de Tengkudugu al nord-est i amb els alemanys a l'est, a la frontera amb Togo. Un primer tractat el 1898 amb França i 1899 amb Alemanya, i un acord final el 1902 a Viena va establir les fronteres orientals i nord. Del 1901 al 1957 el regne va estar sota protectorat britànic. El 1957 fou un dels regnes tradicionals de Ghana.

## llista de Nayiiri (també Maprugu)
- segle XIV Fundació
- vers 1400-1420 Tohagu
- vers 1420- 1682 Diversos reis (llista no disponible)
- 1688 - 1742 Atabia Zontuua
- 1742 - 17.. Yamusa Jeringa
- 17.. - 17.. Mahaman Kurugu
- 17.. - 17.. Sulimani Apisi
- 17.. - 17.. Haruna Bono
- 17.. - 17.. Andani Yahaya
- 17.. - 1790 Mahama Kuluguba
- 1790 - 1830 Salifu Saatankugri
- 1830 - 1833 Abdurahamani Dambono (Dahmani Gyambongo)
- 1833 - 1850 Dawura Nyongo
- 1850 - 1864 Azabu Pagri
- 1864 - 1901 Yamusa Barga
- 1902 - 1905 Sulimanu Sigri
- 1906 - 1909 Ziniya Zore Abduru
- 1909 - 1915 Mahama Wubuga
- 1915 - 1933 Mahama Waafu
- 1934 - 1943 Badimsuguru Zulim
- 1943 Salifu Salemu
- 1943 - 1947 Abudu Soro Kobulga
- 1947 - 1966 Abdulai Sheriga
- 1967 - 1985 Adam Badimsuguru Bongu
- 1986 - 1987 Sulemana Salifu Saa
- 1987 - 2003 Gamni Mohamadu Abdulai
- 2004 - Bohagu Mahami Abdulai Sheriga